# A poliszok kora
A poliszok kora, azaz a független görög városállamok korszaka az i. e. 8. századtól i. e. 323-ig, Nagy Sándor haláláig tartott. A görög poliszok kultúrájából fejlődött ki az európai civilizáció.

## Görögország felemelkedése

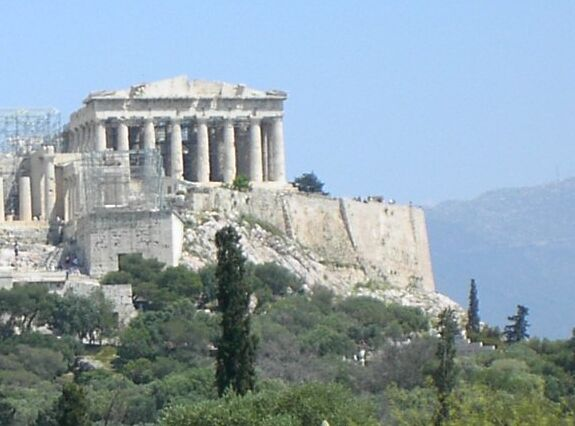
Athéné temploma, a Parthenón.

Az i. e. 8. században a görögök kezdtek kiemelkedni a „sötét korból”. Az írásbeliség addigra elveszett, a mükénéi írást elfelejtették, de a görögök a föníciai ábécét adoptálták, mint görög ábécét, és i. e. 800 körül kezdenek megjelenni az írott emlékek. Görögország sok kis önkormányzattal rendelkező közösségre volt tagolva, amit a görög földrajz diktált, amiben minden sziget, völgy és síkság el van vágva a szomszédaitól a tenger vagy hegyvonulatok által.
Ahogy Görögország gazdaságilag fejlődött, a népessége meghaladta korlátozott területű művelhető földjeinek kapacitását. Mogens Herman Hansen szerint az antik Görögország népessége i. e. 800 és i. e. 350 között 700 ezerről 8-10 millióra növekedett . Kr. e. 750 körül a görögök mintegy 250 éves terjeszkedésbe kezdtek, minden irányban gyarmatokat alapítva. Kelet felé először Anatólia égei partvidékét kolonizálták, majd Ciprust, Trákia partjait, a Márvány-tengert és a Fekete-tenger déli partját. Végül a gyarmatosítás északkeleten elérte a mai Ukrajnát. Nyugat felé Albánia, Szicília Dél-Itália partjait telepítették be, majd Franciaország déli partjait, Korzikát, sőt Spanyolország északnyugati partjait is. A görögök gyarmatokat alapítottak Egyiptomban és Líbiában is. A modern Siracusa, Nápoly, Marseille és Isztambul görög gyarmatként kezdte, mint Szürakuszai, Neapolisz, Masszilia és Büzantion.

## Társadalmi és politikai konfliktus

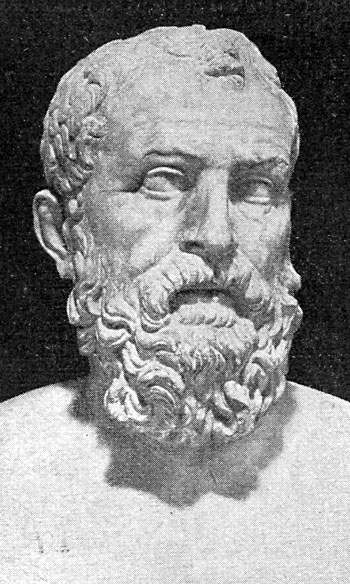
Szolón athéni törvényhozó kb. i. e. 638 – i. e. 558

A görög városok eredetileg monarchiák voltak, bár sokuk nagyon kicsi és vezetőjük „király” (baszileusz) címe félrevezetően hatalmas.
Az ország mindig szűkölködött művelhető területekben, a hatalom a kevés földbirtokos kezében volt, akik egy harcos arisztokráciát alkotva gyakran kicsinyes háborúkat vívtak a földért, és gyorsan elsöpörték a monarchiát. Nagyjából ebben az időben a kereskedő osztály felemelkedése – amit a pénzverés kezdetei jeleznek az i. e. 680 körül – az osztályok közötti ellentétekhez vezetett a nagyobb városokban. i. e. 650 után az arisztokratáknak populista vezetőkkel, a türannoszokkal (türannoi) kellett megvívniuk a hatalomért. A szó nem feltétlenül jelent elnyomó diktátort, ahogy azt a modern jelentése („tirannus”) sugallja.
Az i. e. 6. századra számos város felemelkedett és domináns szerepet játszott a görög ügyekben: Athén, Spárta, Korinthosz és Thébai. Mindegyik hatalma alá hajtotta a környező vidéki területeket, az így kialakult miniállam volt a polisz. A polisz központja nem feltétlenül volt egyetlen városias település, mint Athén, Korinthosz és Théba esetén. Spárta tulajdonképpen négy szomszédos és egy kicsit távolabbi falut jelentett. Athén és Korinthosz tengeri és kereskedelmi nagyhatalmakká váltak, a klasszikus görög korszak három legnagyobb városa közé tartoztak a Mediterráneumban, Szürakuszai volt a harmadik. Athén és Spárta rivalizáltak egymással, ami generációkra meghatározta a görög politikát.
Spártában a földbirtokos arisztokrácia megtartotta hatalmát, és Lükurgosz alkotmánya (i. e. 650 körül) bebetonozta azt és Spártának militarista rendszert adott kettős királyság formájában. Spárta dominálta a Peloponnészosz többi poliszát Argosz és Akhaia kivételével.
Athénban viszont i. e. 683-ban eltörölték a királyságot és Szolón reformjai mérsékelt arisztokratikus kormányzatot hoztak létre. Az arisztokratákat Peiszisztratosz és fiainak türannisza követte, akik a várost gazdag kereskedelmi hatalommá tették. Amikor a Peiszisztraditákat megdöntötték i. e. 510-ben, Kleiszthenész létrehozta a világ első demokráciáját i. e. 507-ben induló reformjaival, ahol a hatalom a szabad férfi athéni polgárok népgyűlése kezében volt. Meg kell jegyezni, hogy ez a lakosságnak kb. 10%-át jelentette, mert nem volt polgárjoga a nőknek, rabszolgáknak, felszabadítottaknak és nem athéniaknak. Athén alatt az egész polisz területét kell érteni, tehát egész Attikát, akik polgárjoggal rendelkeztek.

## A görög-perzsa háborúk

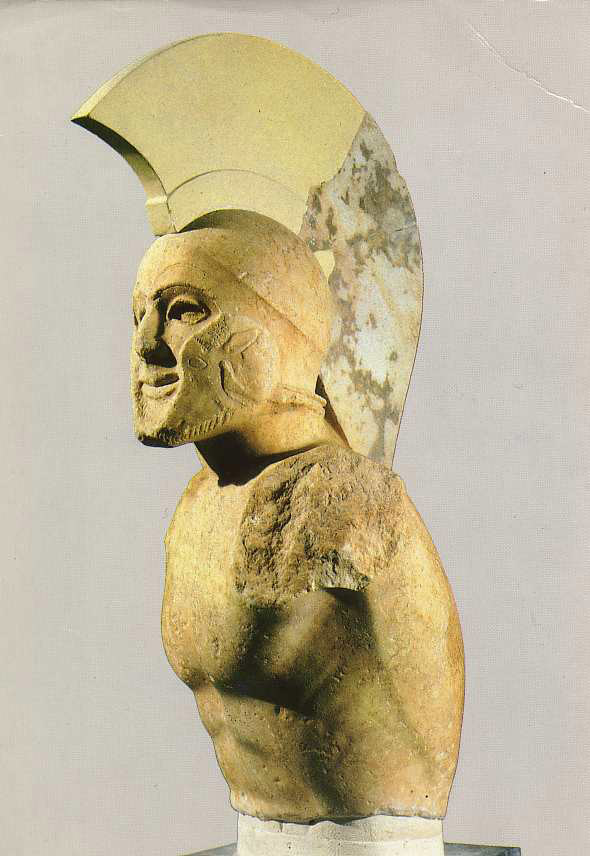
Spártai hoplita, talán Leonidász király

Iónia – a modern Törökország égei partvidéke – városai – köztük Milétosz és Halikarnasszosz – képtelenek voltak fenntartani függetlenségüket, és a Kr. e. 6. század közepén a hatalmas Perzsa Birodalom uralma alá kerültek. A görögök Kr. e. 499-ben felkeltek, kitört a ión felkelés és Athén néhány más görög várossal egyetemben a segítségükre sietett. A felkelést a perzsák i. e. 494-re legyűrték és bosszút esküdtek.
i. e. 490-ben a perzsa nagykirály, Nagy Dareiosz flottát küldött a görögök megbüntetésére. A perzsák partra szálltak Attikában, de vereséget szenvedtek a marathóni csatában a görög seregtől, amit az athéni sztratégosz – a tíz katonai vezető egyike – Miltiadész vezetett. Az elesett athéniak halotti dombja ma is megtekinthető Marathon mellett.
Tíz évvel később Dareiosz utóda I. Xerxész sokkal erősebb hadsereget küldött szárazföldi úton. Miután I. Leónidasz spártai király a thermopülai csatában egy időre feltartotta, Xerxész betört Attikába, elfoglalta és felégette Athént. Az athéniak már ezelőtt evakuálták a várost és Themisztoklész parancsnoksága alatt legyőzték a perzsa flottát a szalamiszi csatában. Egy évvel később, i. e. 479-ben a görögök Pauszaniasz spártai régens parancsnoksága alatt legyőzték a hátrahagyott perzsa hadsereget a plataiai csatában.
Az athéni flotta ezután arra törekedett, hogy kiűzze a perzsákat az Égei-tengerről és i. e. 478-ban elfoglalta Büzantiont. Közben az összes szigetállamot és néhány szárazföldi szövetségest a Déloszi Szövetségbe tömörítette, ami onnan kapta a nevét, hogy a szövetség kincstára kezdetben Délosz szent szigetén volt. A spártaiak, bár részt vettek a háborúban, utána elszigeteltségbe vonultak vissza, hagyva, hogy Athén kiépítse vitán felül álló tengeri és kereskedelmi hatalmát.

## Athén dominanciája
A perzsa háborúk évszázados athéni dominanciát vezettek be a görög ügyek felett. Athén volt a tenger vitathatatlan ura, és a vezető kereskedelmi hatalom, bár Korinthosz komoly versenytárs maradt. A korszak vezető államférfija Periklész volt, aki a Déloszi Szövetség tagjai által fizetett adót – ők nem nevezték annak – a Parthenón és más klasszikus athéni épületek építésére használta fel. Az i. e. 5. század közepére a szövetség athéni birodalommá vált, amit a szövetség kincstárának Déloszról Athénba költöztetése szimbolizált i. e. 454-ben.
Athén gazdagsága vonzotta a tehetséges embereket egész Görögországból, és egy gazdag ráérő osztályt hozott létre, amelyik a művészetek patrónusává vált. Az athéni állam szintén támogatta az oktatást és a művészeteket, különösen az építészetet. Athén a görög irodalom, filozófia és művészetek központjává vált. A nyugati kulturális és intellektuális történelem legnagyobb nevei közül néhány ebben az időszakban Athénban élt: a drámaíró Aiszkhülosz, Arisztophanész, Euripidész és Szophoklész, a filozófus Szókratész és tanítványa a fiatal Platón, a történész Hérodotosz, Thuküdidész és a fiatal Xenophón, a költő keószi Szimónidész és a szobrász Pheidiasz. Periklész szavaival a város Hellász iskolája lett.
A többi görög állam eleinte elfogadta vezető szerepét a perzsák elleni háborúban, de a konzervatív politikus, Kimón bukása, Kr. e. 461 után Athén egyre nyíltabban imperialista hatalommá vált. Az eurymedoni csatában Kr. e. 466-ban aratott görög győzelem után a perzsák nem jelentettek többé fenyegetést, és néhány állam, mint Náxosz, megpróbált kiválni a Déloszi Szövetségből, de erővel behódoltatták őket. Az új athéni vezetők, Periklész és Epiphaltész hagyták megromlani az Athén és Spárta közötti kapcsolatokat, és i. e. 460-ban háború tört ki, az ún. Első peloponnészoszi háború. Tizenhárom év eredménytelen harcai után a Déloszi Szövetség és a Peloponnészoszi Szövetség (Spárta és szövetségesei) 30 éves békét kötött. Ekkor volt az utolsó csata a görögök és a perzsák között, egy tengeri csata a ciprusi Szalamisznál i. e. 450-ben, amit a Kalliasz-féle béke követett ugyanabban az évben a görögök és a perzsák között.

## A peloponnészoszi háború

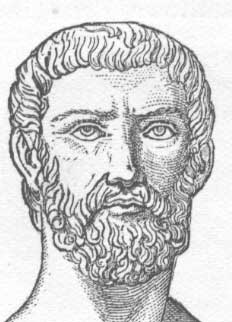
Alkibiadész

I. e. 431-ben újra háború tört ki Athén és Spárta, valamint szövetségeseik között. A háború közvetlen okait minden beszámoló másban látja, de három okban meglehetősen egyetértenek az ókori történészek, nevezetesen Thuküdidész és Plutarkhosz. A háború előtt Korinthosz és egyik gyarmata, Kerküra – a modern Korfu – között ellentét támadt, amibe Athén beavatkozott. Hamarosan ezután Korinthosz és Athén összeveszett a Poteidaia feletti ellenőrzésen, ami végül Poteidaia athéni ostromához vezetett. Végül Athén gazdasági szankciókkal sújtotta Megarát, kitiltva őket az Athén által ellenőrzött kikötőkből és az athéni piacról. Mindezek miatt a Peloponnészoszi Szövetség Athént a 30 éves béke megsértésével vádolta, és Spárta formálisan hadat üzent.
Meg kell jegyezni, hogy sok történész szerint ezek csak a háború közvetlen okai, a mélyben rejlő ok Spárta és szövetségeseinek növekvő dühe volt az athéniaknak a görögök ügyei felett gyakorolt dominanciája miatt. A háború 27 évig tartott, részben azért, mert Athén – egy tengeri hatalom – és Spárta – egy szárazföldi hatalom – nehezen talált alkalmat az egymással való összecsapásra.
Spárta kezdeti stratégiája Attika lerohanása volt, de az athéniak vissza tudtak vonulni falaik mögé. Az ostrom alatt kitört nagy athéni járvány i. e. 430-ban súlyos veszteségeket – köztük Periklészt is – okozott az athéniaknak. Ugyanakkor az athéni flotta csapatokat tett partra a Peloponnészoszon és csatákat nyert Naupaktosznál i. e. 429-ben és Pülosznál i. e. 425-ben. De ezek a taktikák egyik félnek sem hozhattak döntő győzelmet. Sokévi eldöntetlen küzdelem után a mérsékelt athéni vezető, Nikiasz tető alá hozta a Nikiasz-féle békét i. e. 421-ben.
I. e. 418-ban azonban a Spárta és az athéni szövetséges Argosz közötti ellenségeskedés a harcok újrafelvételéhez vezetett. Mantineánál Spárta legyőzte Athén és szövetségeseinek egyesült seregét. A harcok kiújulása az Alkibiadész vezette háborús pártot juttatta hatalomra Athénban. Kr. e. 415-ben Alkibiadész meggyőzte az ekklésziát, hogy indítsanak nagy expedíciót a szicíliai Szürakuszai ellen, aki Spárta szövetségese volt. Bár Nikiasz szkeptikus volt a szicíliai expedícióval kapcsolatban, Alkibiadésszel együtt kinevezték annak vezetőjéül. Alkibiadész ellene felhozott vádak miatt Spártába menekült, ahol meggyőzte a spártaiakat, hogy küldjenek segítséget Szürakuszainak. Ennek következtében az athéni expedíció teljes katasztrófába torkollott, a teljes kiküldött haderő odaveszett, Nikiaszt elfogták és kivégezték.
Spárta perzsa segítséggel flottát épített, hogy kihívást intézzen az athéniak tengeri hatalma ellen, és Lüszandrosz személyében briliáns katonai vezetőt talált, aki magához ragadta a stratégiai kezdeményezést a Hellészpontosz elfoglalásával, amin keresztül Athén gabonaimportja bonyolódott. Az éhínségtől fenyegetve Athén elküldte maradék flottáját Lüszandrosz ellen, aki döntő győzelmet aratott az athéni flotta felett Aigoszpotamoinál I. e. 405-ben. A flotta elvesztése pénzügyi csőddel fenyegette Athént. I. e. 404-ben Athén békét kért, és Spárta megjósolhatóan szigorú feltételeket diktált. Athénnak le kellett rombolnia városfalait, le kellett mondania flottájáról és tengerentúli birtokairól. Spártai támogatással a demokráciaellenes párt jutott hatalomra Athénban (a harminc zsarnok uralma).

## Spárta és Théba hegemóniája
Kapcsolódó cikkek: Spártai hegemónia és Thébai hegemónia

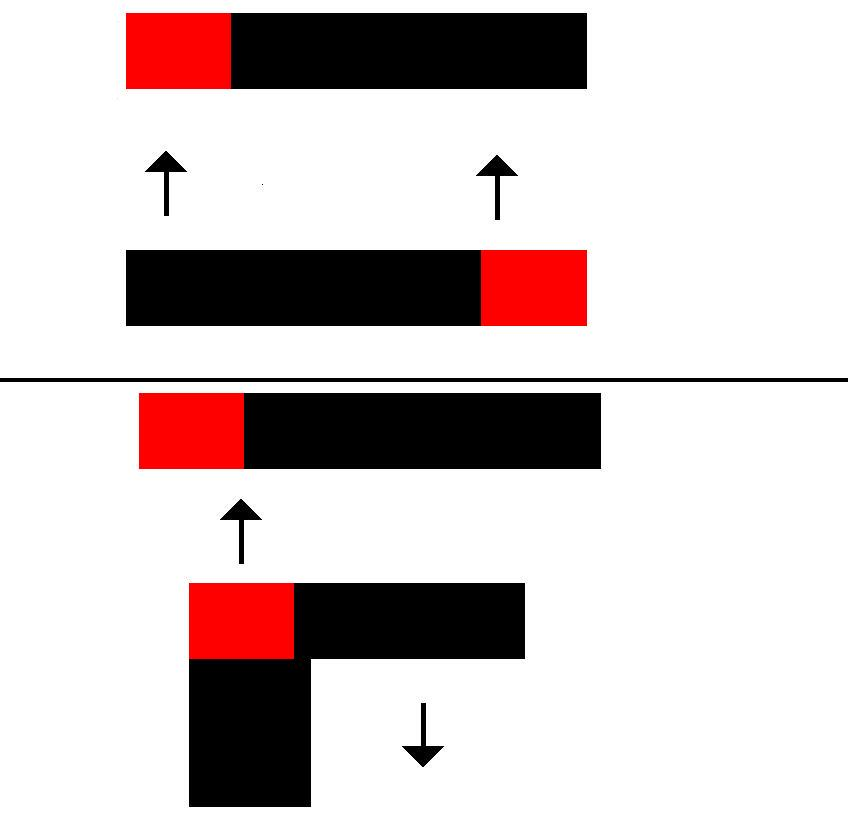
Alul:Epameinóndasz taktikája a leuktrai csatában Felül:A hagyományos görög taktika (pirossal az elit csapatok)

A peloponnészoszi háború végére Spárta lett Görögország ura, de a spártai elit szűklátókörűsége miatt nem volt alkalmas erre a szerepre. Néhány éven belül a demokratikus párt visszaszerezte a hatalmat Athénban és más városokban. Kr. e. 395-ben Spárta irányítói eltávolították Lüszandroszt hivatalából és Spárta elvesztette a tengeri fensőbbségét. Athén, Argosz, Théba és Korinthosz – az utóbbi kettő volt spártai szövetséges – kihívást intéztek a spártai hegemónia ellen a korinthoszi háborúban, de a harc eldöntetlenül végződött Kr. e. 387-ben. Ugyanabban az évben Spárta sokkolta a görög közvéleményt az Antalkidasz által a perzsákkal megkötött királybékével, amivel lemondott Ionia és Ciprus görög városairól, így semmivé téve egy évszázad görög győzelmeit a perzsák felett. Spárta ezután megpróbálta meggyengíteni Thébát, ami háborúhoz vezetett, amiben Théba szövetséget kötött régi ellenségével, Athénnal.
Kr. e. 371-ben az Epameinóndasz és Pelopidasz vezette thébai csapatok döntő győzelmet arattak Spárta felett a leuktrai csatában. Ez véget vetett a spártai hegemóniának és megalapozta a thébai hegemóniát, de Athén maga helyreállította saját régi hatalmának java részét, mivel a thébai fensőbbség rövid ideig tartott. Epameinóndasznak a mantineai csatában való halálával Théba elvesztette legnagyobb vezetőjét, utódai pedig tízéves elhibázott háborúba bonyolódtak Phókisszal. Kr. e. 346-ban a thébaiak a makedón II. Philipposzhoz fordultak segítségért, így első ízben bevonva Makedóniát a görög ügyekbe.

## Makedónia felemelkedése

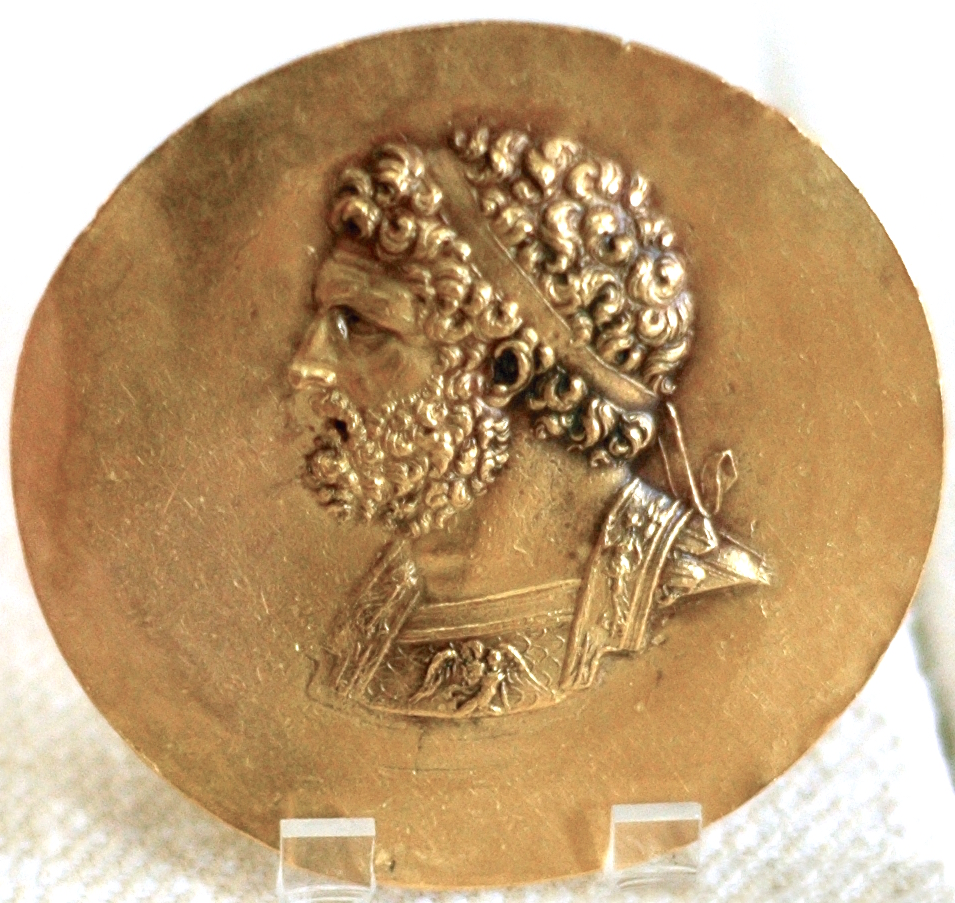
II. Philipposz Makedónia királya

A Makedón Királyságot az i. e. 7. században alakították ki észak-görögországi törzsekből. Az i. e. 5. század előtt kis szerepet játszottak az átfogóbb görög politikában, a makedónokat periférikus elhelyezkedésükből fakadó civilizálatlanságuk, valamint nyelvjárási különbségeik okán félig-meddig már inkább barbároknak tartották korábban. Az i. e. 4. század közepén II. Philipposz – egy ambiciózus ember, aki Thébaiban tanult, – nagyobb szerepet akart játszani. Nevezetesen Görögország új elismert vezetője akart lenni, felszabadítva az ázsiai görög városokat a perzsa uralom alól. Amphipolisz, Methóné és Poteidaia görög városokat elfoglalva ellenőrzése alá vonta Makedónia ezüst- és aranybányáit. Ez biztosította számára az ambíciói megvalósításához szükséges forrásokat.
Philipposz makedón fennhatóság alá vonta Thesszáliát (i. e. 352) és Trákiát, i. e. 348-ra pedig minden területet ellenőrzött, ami északra esett Thermopülai-szorostól. Gazdagságát görög politikusok megvesztegetésére használta és minden városban "makedón pártot" hozott létre. A Thébai és Phókisz közötti háborúba beavatkozva elismerték őt, mint görög vezetőt, és lehetősége nyílt, hogy a görög ügyekben hatalomként lépjen fel. Athén iránti őszinte csodálata ellenére Démoszthenész athéni vezető, egy sor híres beszédben – amiket filippikákként ismerünk – a görög városokat Philipposz megállítására buzdította.
i. e. 339-ben Thébai, Athén, Spárta és más görög városok szövetkeztek Philipposz ellen, hogy kiűzzék őt az északi görög városokból, amiket korábban elfoglalt. De Philipposz támadt először, behatolva a délebbi görög térségekbe, és legyőzve az ellenálló poliszokat Khairóneiánál i. e. 338-ban. Hagyományosan ez jelenti az önálló görög városállamok korának végét, bár valójában Athén és más városok továbbra is függetlenek maradtak a római időkig.
Philipposz megpróbálta Athént hízelgéssel és ajándékokkal legyőzni, de nem igazán ért el sikert. A városokat a Korinthoszi Szövetségbe szervezte, megtiltva a görög poliszok több évszázadra visszanyúló egymás közti háborúskodásait, és bejelentette, hogy Perzsia ellen hadjáratot fog indítani, hogy felszabadítsa a görög városokat és megbosszulja az előző évszázad Hellasz ellen indított perzsa hadjáratait. De mielőtt így tehetett volna, i. e. 336-ban meggyilkolták, valószínűleg udvari intrika áldozata lett.

## Nagy Sándor hódítása
Fő szócikk:Nagy Sándor
Philipposzt az uralkodásban 20 éves fia, Alexandrosz – akit Nagy Sándorként ismerünk – követte, aki azonnal nekilátott, hogy apja terveit megvalósítsa. Amikor látta, hogy Athén lehanyatlott, vissza akarta hozni az athéni hagyományokat a perzsa király szétzúzásával. Korinthoszba utazott, ahol az összegyűlt görög városok elismerték őt a görögök vezetőjének, ezután északra indult, hogy csapatokat gyűjtsön. A hadsereg, amivel a Perzsa Birodalmat lerohanta, alapvetően makedón volt, de számos más görög poliszból képviseltették magukat benne, valamint jelen voltak trák és illír zsoldosok is. Azonban míg északon, Trákiában hadakozott, hírül vette, hogy egyes görög városok fellázadtak. Délre sietett ismét, elfoglalta Thébait, amelyet ezután a Thébaival rivális más poliszok ítéletére bízott. Ezek a földdel tette egyenlővé a várost, lakóit pedig eladták rabszolgáknak. Hatalmát immáron nem fenyegette otthon semmi a Perzsia ellen készülődő hadjárat során.
I. e. 334-ben Alexandrosz átkelt Ázsiába és legyőzte a perzsákat a Granikosz folyó mellett. Ez ellenőrzése alá vonta a ióniai partvidéket és ő diadalmasan vonult keresztül a felszabadított görög városokon. Néhány anatóliai ügy elintézése után Kilíkián keresztül Szíriába nyomult, ahol i. e. 333-ban legyőzte III. Dareioszt az isszoszi csatában. Ezután Fönícián keresztül Egyiptomba vonult, amit kis ellenállásba ütközve foglalt el, az egyiptomiak a perzsa elnyomás alóli felszabadítójukként üdvözölték.
Dareiosz kész volt békét kötni, Alexandrosz pedig diadallal térhetett volna vissza, de el volt tökélve, hogy elfoglalja Perzsiát és a világ ura lesz. Szírián keresztül északkeletre Mezopotámiába nyomult és i. e. 331-ben Gaugamelánál ismét legyőzte Dareioszt. Dareiosz menekült és saját emberei ölték meg, Alexandrosz pedig a Perzsa Birodalom ura lett, Szúzát és Perszepoliszt ellenállás nélkül foglalta el.

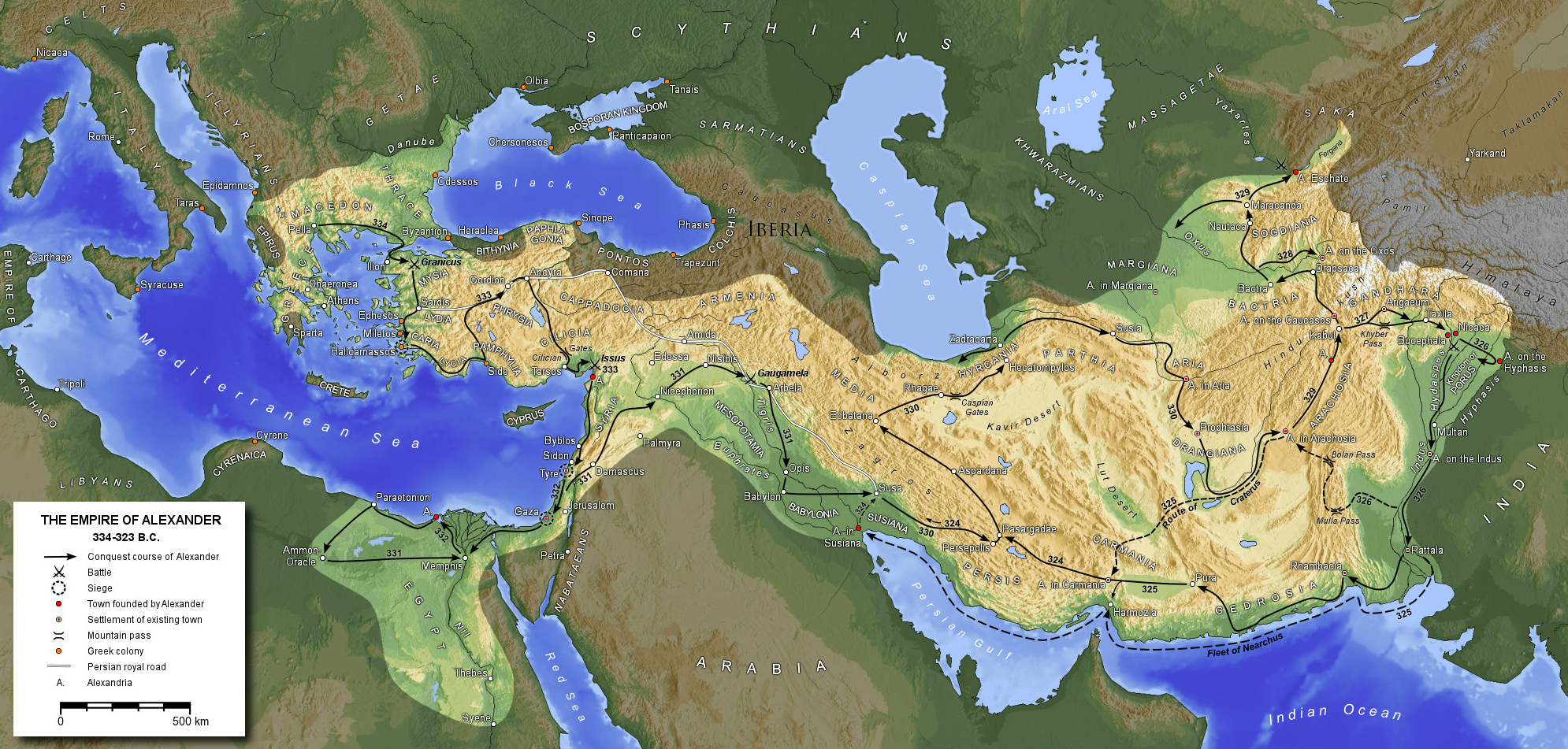
Nagy Sándor birodalmának térképe.

Közben a görög városok újra megpróbáltak kibújni a makedón hegemónia alól. A megalopoliszi csatában Kr. e. 331-ben Alexandrosz régense, Antipatrosz legyőzte a spártaiakat, akik elutasították a Korinthoszi Szövetséghez való csatlakozást és a makedón fensőbbség elismerését.
Alexandrosz eltökélten folytatta előrenyomulását a mai Afganisztán és Pakisztán területén keresztül az Indus völgyébe, és i. e. 326-ra elérte Pandzsábot. Valószínűleg a Gangesz mentén Bengáliáig is tovább ment volna, ha a hadserege – abban a meggyőződésben, hogy a világ végén vannak – el nem utasít minden további előrenyomulást. Alexandrosz vonakodva visszafordult, és Babilonban egy lázas betegség áldozata lett i. e. 323-ban.
Alexandrosz birodalma halála után hamarosan darabokra esett tábornokai között megosztva, de hódításai örökre megváltoztatták a görög világot. Görögök ezrei utaztak vele és utána, hogy az általa alapított városokban telepedjenek le, amelyek közül a legfontosabb Alexandria Egyiptomban. Görögül beszélő királyságok jöttek létre Egyiptomban, Szíriában, Iránban és Baktriában. Elkezdődött a hellenizmus korszaka.

## Társadalom
Az antik görög társadalom megkülönböztető jegyei a szabadok és rabszolgák közötti szakadék, a férfiak és nők eltérő helyzete, a születés alapján való megkülönböztetés viszonylagos hiánya és a vallás fontossága voltak. Az athéniak életmódja általános volt a görög világban, szemben a különleges spártai rendszerrel.

### Szabadok és rabszolgák

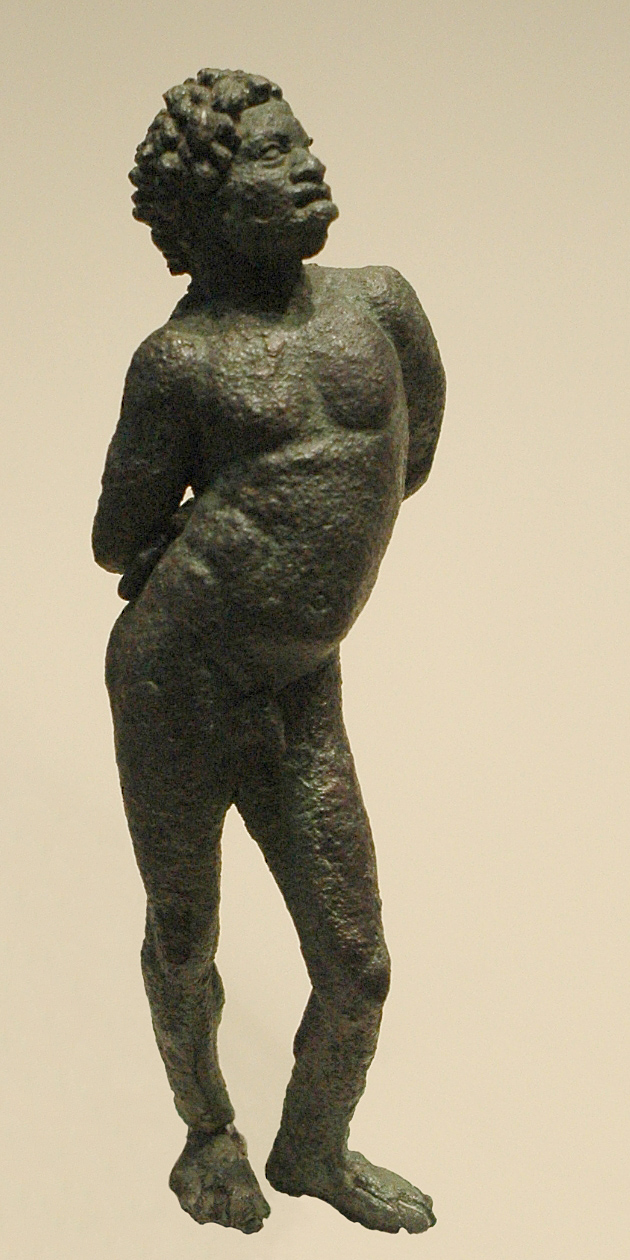
Görög rabszolga a Ptolemaida Egyiptomból (Louvre)

Csak szabad emberek lehettek a polisz törvényeinek védelme alá tartozó teljes jogú polgárok. A legtöbb poliszban az ókori Rómával ellentétben a társadalmi kiválóság nem járt speciális jogokkal. Például egy bizonyos családba való születés nem jelentett különleges előjogokat. Néha egyes családok birtokoltak bizonyos vallási funkciókat, de ez nem jelentett plusz hatalmat a kormányzatban. Athénban a népességet a gazdagságuk alapján osztották négy osztályba. Az emberek átkerülhettek egy másik osztályba, ha megnőtt a jövedelmük. Spártában minden férfi polgárnak az „egyenlő” címet adták, amikor befejeződött a nevelésük. Ugyanakkor a spártai királyok, akik mindketten a polisz katonai és vallási vezetői voltak, két családból származtak.
A rabszolgáknak nem volt státusuk. Megházasodhattak, családjuk és tulajdonuk lehetett, de nem voltak politikai jogaik. Kr. e. 600 körülre a rabszolgák teljes mértékben adható-vehető ingósággá váltak Görögországban. Néhány poliszban a Kr. e. 5. században már a lakosság egyharmadát tették ki. Spártán kívül a rabszolgák szinte sohasem lázadtak, mivel túl sokféle nemzetiségből jöttek, és túlságosan szét voltak szórva ahhoz, hogy szervezkedhessenek.
A legtöbb család háztartási szolgaként és munkásként tartotta a rabszolgákat, még a szegény családoknak is lehetett egy-két rabszolgájuk. A tulajdonos nem verhette és nem ölhette meg rabszolgáit és gyakran ígértek jövőbeli felszabadítást, hogy kemény munkára buzdítsák őket. Rómától eltérően a felszabadított rabszolgák nem nyertek polgárjogot. Ehelyett a metoikoszok táborát gyarapították, akik közé olyan külföldiek vagy más poliszbeliek tartoztak, akiknek megengedték, hogy helyben éljenek.
A polisznak szintén voltak rabszolgái. Ezek az állami rabszolgák nagyobb függetlenséget élveztek, mint a családi rabszolgák, egyedül éltek és speciális feladatokat láttak el. Athénban állami rabszolgákat képeztek ki a pénzhamisítás figyelésére, a templomi rabszolgák pedig a templom istenségét szolgálták.
Spártában volt egy speciális típusú szolga, a helóta. A helóták görög hadifoglyok voltak, akiket az állam családokhoz rendelt ki. A helóták élelmiszert termeltek és háztartási munkákat végeztek, hogy a nők erős gyermekek nevelésére koncentrálhassanak, a férfiak pedig a hoplitaként folytatott gyakorlataiknak szentelhessék életüket. Gazdáik kíméletlenül bántak helótáikkal, akik gyakran fellázadtak.

### Életmód
Hosszú ideig az életmód a görög poliszokban változatlan maradt. A városban lakók alacsony blokkházakban, vagy családi házban laktak, a vagyonuktól függően. Az agorát középületek, rezidenciák, templomok vették körül. A polgárok egy része az állam területén szétszórt kis falvakban, tanyákon lakott. Athénban többen laktak a falakon kívül, mint azokon belül, egyes becslések szerint a teljes 400 ezres népességből 160 ezren laktak a városban, ami nagy urbanizációs foknak számít egy preindusztriális társadalomban.
Egy közönséges görög ház egyszerű volt összehasonlítva a maival, hálószobák, kamrák és egy konyha voltak benne egy kis belső udvar körül. Az átlagos alapterületét 230 négyzetméterre becsülhetjük a Kr. e. 4. században, jóval nagyobbra, mint más ókori civilizációkét, ami magasabb életszínvonalra utal.
A háztartásban a szülők és a gyerekek éltek, általában más rokonok nem. A férfiak voltak felelősek a család ellátásáért vagy munka, vagy földbirtoklás vagy kereskedelmi tevékenység által. A nők a háztartás fenntartásáért feleltek, kezelve a háztartás készleteit, felügyelve a rabszolgákat, akik vizet hoztak a közkutakról, főztek, takarították és vigyáztak a gyerekekre. A férfiaknak külön szobáik voltak a vendégek szórakoztatására, mert férfi látogatók nem léphettek be olyan helyiségekbe, ahol nők és gyerekek töltötték idejük java részét. Gazdag emberek néha szümposzionra hívták barátaikat. Olívaolaj lámpák adták a fényt, faszenes serpenyők gondoskodtak a fűtésről. A bútorzat egyszerű volt és kevés, ami fa székeket, asztalokat és ágyakat jelentett.
Az antik görög étel szintén egyszerű volt. A szegény emberek általában árpakását ettek hagymával, zöldségekkel és sajttal vagy olívaolajjal ízesítve. Kevés ember evett rendszeresen húst, kivéve az állami ünnepek állatáldozatainak ingyenes húsosztását. A pékségek naponta friss kenyeret árultak, míg a kis árudákban gyors harapnivalóhoz lehetett jutni. A vízzel hígított bor volt a kedvenc ital.
A görög ruházat keveset változott az időben. A férfiak és nők is tunikában jártak, a tunikák gyakran színes díszítésűek voltak, és övvel fogták őket össze. Az emberek hideg időben köpenyt és kalapot viseltek, melegben pedig szandált a bőrcsizma helyett. A nők ékszereket hordtak és kozmetikázták magukat – különösen porított ólommal, ami sápadt arcszínt kölcsönzött nekik. A férfiak szakállt növesztettek, míg Nagy Sándor divatba nem hozta a borotválkozást.
Az orvoslás korlátozott volt az antik Görögországban. Hippokratész segített elválasztani a babonát az orvosi kezeléstől a Kr. e. 5. században. Növényi hatóanyagok segítettek a fájdalomcsökkentésben, az orvosok pedig képesek voltak bizonyos sebészeti beavatkozásokra. De nem volt ellenszerük a fertőzésekkel szemben, úgyhogy egészséges emberek is gyorsan meghalhattak egy betegségben bármely életkorban.
Hogy fittek legyenek és képesek a katonai szolgálatra, a férfiak naponta edzettek. Majdnem minden poliszban volt egy gümnaszion gyakorlóépülettel, futópályával, fürdővel, előadóteremmel és parkkal. A legtöbb városban (Spártán kívül) a gümnaszionokba csak férfiak mehettek, és meztelenül gyakoroltak. Az állami ünnepek sok szórakozási lehetőséget jelentettek. Az isteneket zenével, drámákkal és költészettel tisztelték meg. Az athéniak azzal dicsekedtek, hogy náluk minden másnap fesztivál van. Nagy pánhellén játékokat tartottak Olümpiában, Delphiben, Nemeában és Iszthmiában. Az atléták és zenészek, akik ezeket a versenyeket nyerték, híresek és gazdagok lettek. A legnépszerűbb és legköltségesebb versenyszámok a kocsiversenyek voltak.

## Kultúra

### Oktatás
A görögöknél az oktatás általában privát volt, kivéve Spártát. A hellenizmus idején néhány polisz nyilvános iskolákat alapított. Csak gazdag családok engedhettek meg maguknak egy tanárt. A fiúk megtanultak írni, olvasni és irodalmat idézni. Énekelni is tanultak, valamint egy hangszeren játszani és atlétikai edzésben részesültek a katonai szolgálat céljából. Nem egy állásért tanultak, hanem hogy eredményes polgárok legyenek. A lányok is megtanultak írni-olvasni, valamint egyszerűen számolni, hogy vezethessék a háztartást. A gyermekkor után ők szinte soha sem kaptak semmilyen képzést.
Néhány fiú a gyermekkor után is tovább tanult. Tizenéves korban filozófiát tanultak, mint az élethez szükséges erkölcsi útmutatót, és retrorikát, hogy meggyőző beszédeket tarthassanak a népgyűlés előtt. A klasszikus korszakban erre a képzésre szüksége volt egy törekvő fiatalembernek. Egy gazdag tizenéves képzésének döntő része volt egy szerető idősebb mentortól kapott képzés. A tizenéves tanult mentorát nézve, ahogy az az agorán a politikáról beszélt, segített neki ellátni a napi kötelezettségeit, gyakorolt vele a gimnáziumban és együtt ment vele a szümposzionokra. A leggazdagabbak olyan felső iskolákban folytatták tanulmányaikat, amiket mai szóval főiskoláknak és egyetemeknek hívnánk. Ezeket híres tanárok szervezték, Athénban közéjük olyanok tartoztak, mint Platón Akadémiája és Arisztotelész Lükeionja (amiből a modern líceum szó származik).

### Tudomány
A tudomány ekkor még nem volt szakterületekre bontva. Polisztoroknak nevezzük azokat az embereket, akik minden tudományhoz értenek.
A tudósok legnagyobb része spekulatívan gondolkodott (nem bizonyítottak, csak elképzeltek).
Híres tudósok:
- Démokritosz: Szerinte minden dolog atomokból áll, az atom a legkisebb alkotóelem.
- Zénón: Mozgás, tér, idő függvényét vizsgálta.
- Euklidész: Főleg a geometriával foglalkozott.
- Hippokratész: Orvostudományában jeleskedik. 42-féle betegséget tudott behatárolni, leírni. Ebben az időben rendkívül fejlett volt a sebészet a nagy harcok miatt, viszont a belgyógyászat annál fejletlenebb volt, hiszen a görögök elve az volt, hogy a „természet gyógyít”.